# Rožna Dolina
Rožna Dolina je naselje z okoli 1.100 prebivalci v Mestni občini Nova Gorica. Je mesto mednarodnega mejnega prehoda z Italijo (mesto Gorica), ki je bil med slovensko osamosvojitveno vojno (1991) prizorišče spopada z več mrtvimi in ranjenimi. Ozemeljsko je vezni člen med Novo Gorico in Šempetrom pri Gorici, s cestno povezavo skozi predor Panovec in krožiščem.
V Krajevno skupnost Rožna Dolina spadata poleg Rožne doline z zaselki Liskur, Pikol, Pri Bajti in Parkovšče tudi naselji Ajševica in Stara Gora. Dokaj obsežno območje, ki obsega gozd Panovec, celotno dolino Vrtojbice (od izvira pod Parkovščem na Ajševici), do državne meje na zahodu z mednarodnim mejnim prehodom Nova Gorica-Rožna Dolina južno od Pristave (na italijanski stani znanim pod imenom Rdeča hiša (Casa Rossa) in Liskurskega potoka. Meja poteka po hribu Mark (Markovem hribu), gozdu Stara Gora, preko Ajševice na vzhodu do potoka Lijak. 
V Rožni Dolini leži goriško judovsko pokopališče.